# 比莉·荷莉戴
比莉·霍利戴（英語：Billie Holiday，原名，1915年4月7日—1959年7月17日），美國爵士及搖擺樂歌手，有著“戴夫人”（Lady Day）雅號。她被公認為20世紀最重要的爵士樂歌手之一，與艾拉·費茲潔拉和莎拉·沃恩齊名。
霍利戴是一名開創性的爵士樂及流行歌手。影評人John Bush寫道她“永遠改變了美國流行歌唱的藝術”。她的聲樂風格是強烈的靈感樂，開創了一種新方式操縱的字眼和節奏，也推廣了更個性化和親密的歌唱方式。
她一路上創造了許多專輯，每一張的迴響都很熱烈，但即使達到人生高峰，仍會被種族歧視，於是在1939年創造了奇異果實〈strange fruit〉，這首歌只在開放咖啡廳演出當天表演，她將所有的燈關掉，並在暗地裡怒吼，這首歌也引起社會共鳴。
霍利戴在1959年因肝硬化引發的併發症離世。
2021年美国传记剧情片《美国诉比莉·哈乐黛》讲述了荷莉戴晚年的生活。

## 音樂專輯

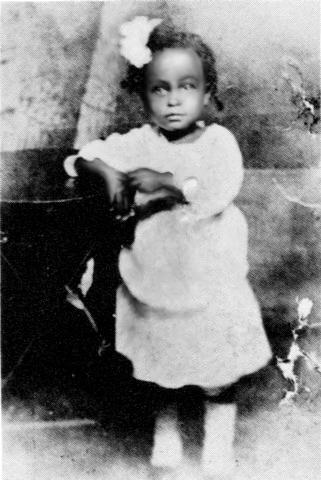
比莉·霍利戴小時候

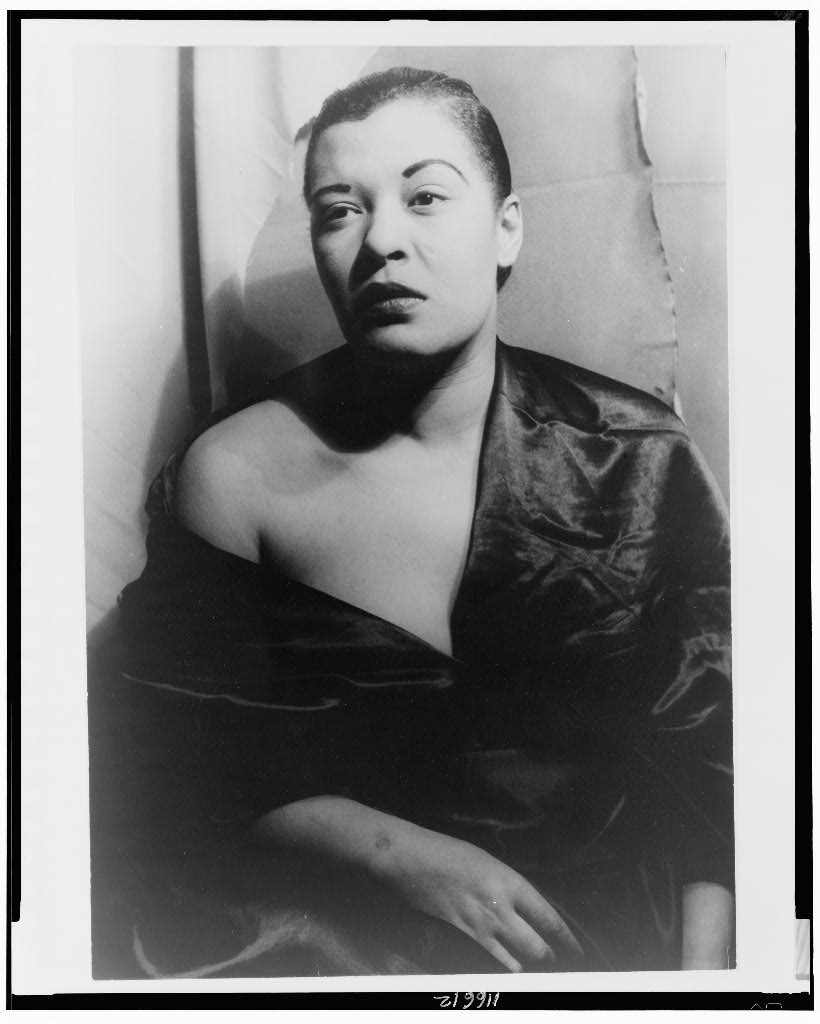
比莉·霍利戴

- Billie Holiday Sings (1952)
- An Evening with Billie Holiday (1953)
- Billie Holiday (1954)
- Music for Torching (1955)
- Velvet Mood (1956)
- Lady Sings the Blues (1956)
- Body and Soul (1957)
- Songs for Distingué Lovers (1957)
- Stay with Me (1958)
- All or Nothing at All (1958)
- Lady in Satin (1958)
- Last Recording (1959)